# Jette Carolijn van den Berg
Jette Carolijn van den Berg (Dordrecht, 26 augustus 1979) is een Nederlandse (musical)actrice en schrijfster.

## Biografie
Van den Berg studeerde Nederlands aan de Universiteit Utrecht en volgde de opleiding Dramaschrijven aan de HKU.
Sinds 2005 heeft Van den Berg een relatie met Tim Murck. Ze trouwden in april 2012 in het diepste geheim. Het paar kreeg in 2012 een zoon, eind oktober 2014 werd hun dochter geboren.

## Theater
- Hollywood, Stichting Karakter (1999)
- Paraat, Engelenbakproductie (2004)
- Sporenonderzoek, Dries Verhoeven (2005)
- Uw Koninkrijk Kome, Dries Verhoeven (2005)
- Tamme Mannen, Café Theaterfestival Utrecht (2006)
- Het Koude Kind, de Theatercompagnie (2006)
- Dirty Dancing, Joop van den Ende Theaterproducties (2008) als Baby
- Salome, de Toneelschuur Haarlem (2009)

## Film en televisie
- Onderweg naar Morgen (2004)
- Goede tijden, slechte tijden (2004)
- Gebroken Rood (Telefilm, 2004)
- Sprint! (2005)
- Lieve Lust (2005)
- De co-assistent (2008)
- Flikken Maastricht (2011)